# Désiré De Swaef
Désiré Johannes De Swaef (Vlierzele, 12 augustus 1908 - Gent, 6 augustus 1988) was een rooms-katholiek priester. Als proost was hij decennialang een invloedrijk persoon binnen de Christelijke Arbeidersbeweging (ACW) in het Gentse. Naast zijn studies als priester studeerde hij ook burgerlijk en kerkelijk recht aan de Katholieke Universiteit Leuven.

## Kanunnik
Na zijn priesterwijding in 1933 was hij achtereenvolgens onderpastoor te Merelbeke en Sint-Niklaas. Tijdens de Tweede Wereldoorlog werd hij aalmoezenier bij het leger. Vanaf 1948 was hij diocesaan proost van de sociale werken, in de praktijk in alle geledingen van het ACW. Zijn invloed strekte ook binnen de bedrijven van het organisatie, zoals de VDK Spaarbank, de verzekeringsmaatschappij DVV en bij dagblad Het Volk. In deze krant verzorgde hij elk weekend en bij feestdagen een geestelijk woordje, nog voor het woord column hier werd gebruikt.
In 1949 kreeg hij de titel van ere-kanunnik in het Sint-Baafskapittel. In 1959 werd hij titulair kanunnik. In 1983 werd hij groot-cantor van hetzelfde kapittel.